# Montoito
Montoito es una freguesia portuguesa del concelho de Redondo, en el distrito de Évora, con 61,81 km² de superficie y 1298 habitantes (2011).  Su densidad de población es de 21 hab/km².
Situada en un apéndice meridional del concelho de Redondo, limitando al nordeste con el de Alandroal, al sureste con el de Reguengos de Monsaraz y al sur, oeste y noroeste con el de Évora, la freguesia tiene, además del que le da nombre y sede, otros dos núcleos de población: Aldeias de Montoito y Falcoeiras.
Montoito fue fundada en 1270 y su carta foral fue renovada en 1517 por el rey Manuel I. Entre esta última fecha y principios del siglo XIX fue sede de un concelho propio y tuvo la categoría de vila. En 1895 la freguesia fue adscrita al concelho de Reguengos, volviendo en 1898 al de Redondo.